# Review of Economics and Statistics
The Review of Economics and Statistics est revue scientifique à comité de lecture consacrée à l'économie quantitative appliquée céée en 1919 sous le nom The Review of Economic Statistics, et renommée sous son nom actuel en 1948.

## Objectifs
Le premier numéro a déclaré à la fin de la revue qu'il servait à promouvoir la collecte, la critique et l'interprétation des statistiques économiques par des enquêtes sur les sources et l'exactitude probable des statistiques existantes et par le développement de l'application de statistiques économiques de méthodes modernes d'analyse statistique qui ont été jusqu'ici utilisés plus largement dans d'autres sciences que dans l'économie.

## Rédacteurs
Le journal est édité à l'université Harvard et de la Kennedy School of Government et publié par MIT Press. Les éditeurs actuels sont Philippe Aghion, Amitabh Chandra, Gordon Hanson, Asim Ijaz Khwaja et Mark W. Watson.